# Menedék (film, 2004)
A Menedék (eredeti cím: Haven) 2004-ben bemutatott amerikai bűnügyi filmdráma, amelyet Frank E. Flowers írt és rendezett. A főbb szerepekben Orlando Bloom, Zoë Saldana, Victor Rasuk, Bill Paxton, Stephen Dillane és Anthony Mackie látható. A történet a Kajmán-szigeteken játszódik, ahol az éjszakában drogosok és prostituáltak élete zajlik.
Először a Torontói filmfesztiválon mutatták be 2004. szeptember 11-én. Az Amerikai Egyesült Államokban 2006. szeptember 15-én a mozikba mutatták be, Magyarország 2007. január 24-én DVD-n jelent meg.

## Cselekmény
Egy korrupt és kapzsi üzletember, Carl Ridley a kormány elől menekül, és magával viszi 18 éves lányát, Pippát is. Pippa nincs elragadtatva attól, hogy el kell hagynia barátait és kényelmes miami életét a Kajmán-szigetek kedvéért.
Amikor megérkeznek a szigetekre, Ridleyt teljesen lefoglalja a gondolat, hogy a bankok sorra bezárnak, és gyorsan tiszta helyet kell találnia, ahová elrejtheti a lopott pénzét. Eközben Pippa a helyi kajmánit, Fritzet találja az ágyában, amint az előző esti bulit alussza ki. Fritz azonnal kiugrik az ablakon, de ott hagyja a pénztárcáját. Pippa később a tengerparton megtalálja Fritzet, visszaadja neki a tárcát, és összebarátkozik vele, annak ellenére is, hogy a fiú ügyetlenül próbálja felszedni őt.
Fritz alig várja, hogy megmutassa Pippának a szigetet, beleértve a vad bulikat is. De adósa Richie Ritchnek, a helyi banda vezérének. Amikor meglátja, hogy Pippa apja hatalmas mennyiségű pénzt teker le magáról, Fritz elkezd mesterkedni. Pippa mit sem sejt arról, hogy akaratlanul is még nagyobb bajba sodorja az apját, mint amiben Amerikában volt.
Ezzel párhuzamosan zajlik egy másik történetszál is, amely Shy-ról, egy helyi kajmáni fiúról szól. Szerelmes Andreába, aki a főnöke, Mr. Sterling lánya, Sterling pedig az egyik legbefolyásosabb ember a szigeten. Valami rejtélyes okból Andrea bátyja, Hammer gyűlöli Shyt. Hogy titokban tarthassák kapcsolatukat, Shy minden alkalommal, amikor meglátogatta Andreát, a legjobb barátját, Kimót bízta meg azzal, hogy figyelje, nem érkezik-e haza idő előtt Andrea apja. Andrea születésnapján Shy meglátogatja őt, és lefekszenek egymással, de Kimo elalszik, így nem tudja figyelmeztetni Shyt Sterling érkezésére. Shy az ablakon át menekül, de Hammer felismeri őt. Később Hammer megtámadja Shyt savval, hogy megbosszulja húga "elvesztett ártatlanságát", ami örök sebhelyet hagy a fiú arcán. Hammert négy hónap börtönre ítélik.
Testileg és lelkileg megsebezve Shy remeteként kezd élni. Andrea lelkileg összeomlik, és drogokba, illetve szexbe menekül. Shy megkéri barátját, Patricket – aki Mr. Allennek, Ridley ügyvédjének a fia – hogy vigye el Richie születésnapi partijára, mert szeretné megtalálni Andreát. Amikor rátalál a lányra a fürdőszobában, amint egy idegennel közösül, azonnal kiszalad az udvarra és kihányja magát. Andrea utána rohan, de Shy eltaszítja magától, látva, hogy a lány be van tépve. Hammer észreveszi Shyt, és barátaival együtt elkezdi megverni. Shy végül kiszabadul és elrohan az utcán, miközben Hammer káromkodva utána ordít, hogy tartsa magát távol.
Eközben ugyanazon a partin Fritzet behívatja Richie, miközben Pippa néhány másik fehér lánnyal együtt füvezik. Miután Pippa elszív egy jointot, feldúltan megkeresi Fritzet, és követeli, hogy vigye haza. Fritz azonban épp most árulta el Richienek, hogy Pippa otthonában van elrejtve a pénz, így inkább Mr. Sterling jachtjához viszi a lányt. Amint leülnek a fedélzeten, megszólal a riasztó. Hamarosan megérkezik a rendőrség, és letartóztatja mindkettejüket. Pippát a rendőrőrsre viszik, míg Fritzet egy mosodába szállítják, ahol egy helyi rendőr – aki jól ismeri őt – dühösen leteremti és megveri, amiért egész életében tiszteletlen és szabálytalan volt.
Miután Shy maga is súlyos verést kapott, fegyvert szerez, és visszatér a buliba, hogy megkeresse Hammert. A levegőbe lő, hogy mindenkit elijesszen, majd sarokba szorítja Hammert, és elmondja neki, milyen romlásba taszította a saját húga életét. Kijelenti, hogy életben hagyja Hammert, hogy végignézhesse, mit tett Andreával. Hammer gúnyosan válaszol: inkább látja Andreát prostituáltként, mint hogy Shy-jal legyen. Ez annyira feldühíti Shyt, hogy meghúzza a ravaszt. Amint ráébred, mit tett, sokkolva bocsánatot kér, majd elmenekül.
A következő órákban Andrea megkéri Patricket, hogy vigye el őt Shy-hoz. Patrick azonban undorodik tőle, kidobja őt az autóból, de elárulja, hogy Shy a dokkoknál van. Amikor Andrea megtalálja, őszintén elmondja, hogy vele akar lenni, függetlenül attól, mit gondolnak mások. Amikor azonban Shy bevallja, hogy megölte a bátyját, Andrea undorodva elrohan, sietségében még a cipőit is ott felejti.
Másnap reggel Allen és Ridley együtt mennek a rendőrségre. Ridley hamar rájön, hogy elárulták, és az FBI őrizetbe veszi. Allen hazamegy, hogy kivegye a pénzt, amiről azt hiszi, hogy rászedte Ridleyt és a széfben van, de döbbenten tapasztalja, hogy a táskában csak homok és egy kagylóhéj van. Eközben Pippa a saját lakásában megtalálja az egymillió dollárt a matraca alatt.
A záró jelenetekben Andrea az apjával együtt készül Hammer temetésére, Kimo vigasztalja Shy édesanyját, Shy pedig a dokkon ül ott, ahol Andrea elhagyta. Végül beszáll a csónakjába, elvágja a kötelet, és elhajózik. Útközben a fegyvert a vízbe dobja.

## Szereplők
| Szereplő         | Színész             | Magyar hang     |
| ---------------- | ------------------- | --------------- |
| Shy              | Orlando Bloom       | Csőre Gábor     |
| Andrea           | Zoë Saldana         | Haumann Petra   |
| Fritz            | Victor Rasuk        | Hamvas Dániel   |
| Carl Ridley      | Bill Paxton         | Háda János      |
| Mr. Allen        | Stephen Dillane     | Rosta Sándor    |
| Richie Rich      | Razaaq Adoti        | Faragó András   |
| Pippa Ridley     | Agnes Bruckner      | Haffner Anikó   |
| Sheila           | Joy Bryant          | Solecki Janka   |
| Hadnagy          | Bobby Cannavale     |                 |
| Mr. Sterling     | Robert Wisdom       | Varga Rókus     |
| Patrick          | Lee Ingleby         | Markovics Tamás |
| Hammer           | Anthony Mackie      | Posta Victor    |
| Chanel           | Sarah Carter        | Szabó Gertrúd   |
| Keresztelő János | Ky-Mani Marley      |                 |
| Powell rendőr    | Jake Weber          | Kapácsy Miklós  |
| Kimo             | Mpho Koaho          | Elek Ferenc     |
| Gene             | Santiago Cabrera    | Szatmári Attila |
| Eva              | Rachel Miner        | F. Nagy Eszter  |
| Franklin rendőr  | Peter O’Meara       | Gardi Tamás     |
| Mrs. Allen       | Serena Scott Thomas | Andresz Kati    |

### Magyar változat
- Bemondó: Bozai József
- Magyar szöveg: Hagen Péter
- Hangmérnök: Horváth G. Zoltán
- Vágó : Kiss István
- Gyártásvezető: Czobor Éva
- Szinkronrendező: Kozma Attila

A szinkront a Kozmafilm készítette el.

## Fogadtatás
A Rotten Tomatoes nevű kritikagyűjtő oldalon a film az értékelések mindössze 15%-át kapta pozitívként, 61 kritika alapján. A weboldal összegzése szerint: „A cselekmény öncélúan nem lineáris szerkezete végül csak összezavarja a nézőket ebben a szigeten játszódó thrillerben.”